# Jeanne Rosselin
Jeanne Rosselin, född 1716, död 1789, var en fransk pedagog. Hon var guvernant och sällskapsdam till Sveriges drottning Sofia Magdalena. 
Jeanne Rosselin finns dokumenterad som de danska "prinsessornas fransyska" år 1752. Hennes uppgift var att undervisa dem i den tidens internationella språk, franska, genom dagliga samtal. Då Sofia Magdalena år 1766 lämnade Danmark för att gifta sig med Sveriges tronföljare, den blivande Gustav III, var hon en av de tre som Sofia Magdalena valde att ta med sig till Sverige, förutom Ingrid Maria Wenner och kammarfru Hansen-Dithmar. 
Under Sofia Magdalenas tid som svensk kronprinsessa blev hennes danska följe orsak till en konflikt med Gustav och Lovisa Ulrika, som misstänkte dem för spioneri genom att vidarebefordra danskvänliga politiska meddelanden mellan Sofia Magdalena och den danska beskickningen. I åtminstone Rosselins fall stämmer det att hon vidarebefordrade brev mellan Sofia Magdalena och det danska sändebudet i Sverige, baron Joachim-Otto Schack-Rathlou, eftersom denne inte tilläts komma i kontakt med kronprinsessan. Dessa brev sändes redan från Sofia Magdalenas ankomst till Sverige, men de innehöll inget direkt politiskt: de handlade främst om förhållningsorder för hur Sofia Magdalena borde uppträda i Sverige, från hur hon borde göra då hon första gången mötte Lovisa Ulrika, fram till att hon borde hålla sig utanför alla partipolitiska intriger vid svenska hovet, undvika att delta i amatörteater och försöka övervinna sin blyghet och sitt intresse för kläder. Jeanne Rosselin skulle vidarebefordra och övertala kronprinsessan att rätta sig efter dessa råd. 
I Sofia Magdalenas äktenskapskontrakt hade hon försäkrats rätten att få ta med sig två danska kammarfruar, men denna rätt utsträcktes inte till den franska Rosselin. Jeanne Rosselin blev därmed den första som fick lämna Sverige igen. Hon återvände till Danmark, där hon femtioett år gammal gifte sig i Kristianborgs slottskyrka med Köpenhamns borgmästare etatsrådet Kai Koch (1710-1770), som också förut hade varit Sofia Magdalenas informator.    